# Исавицы

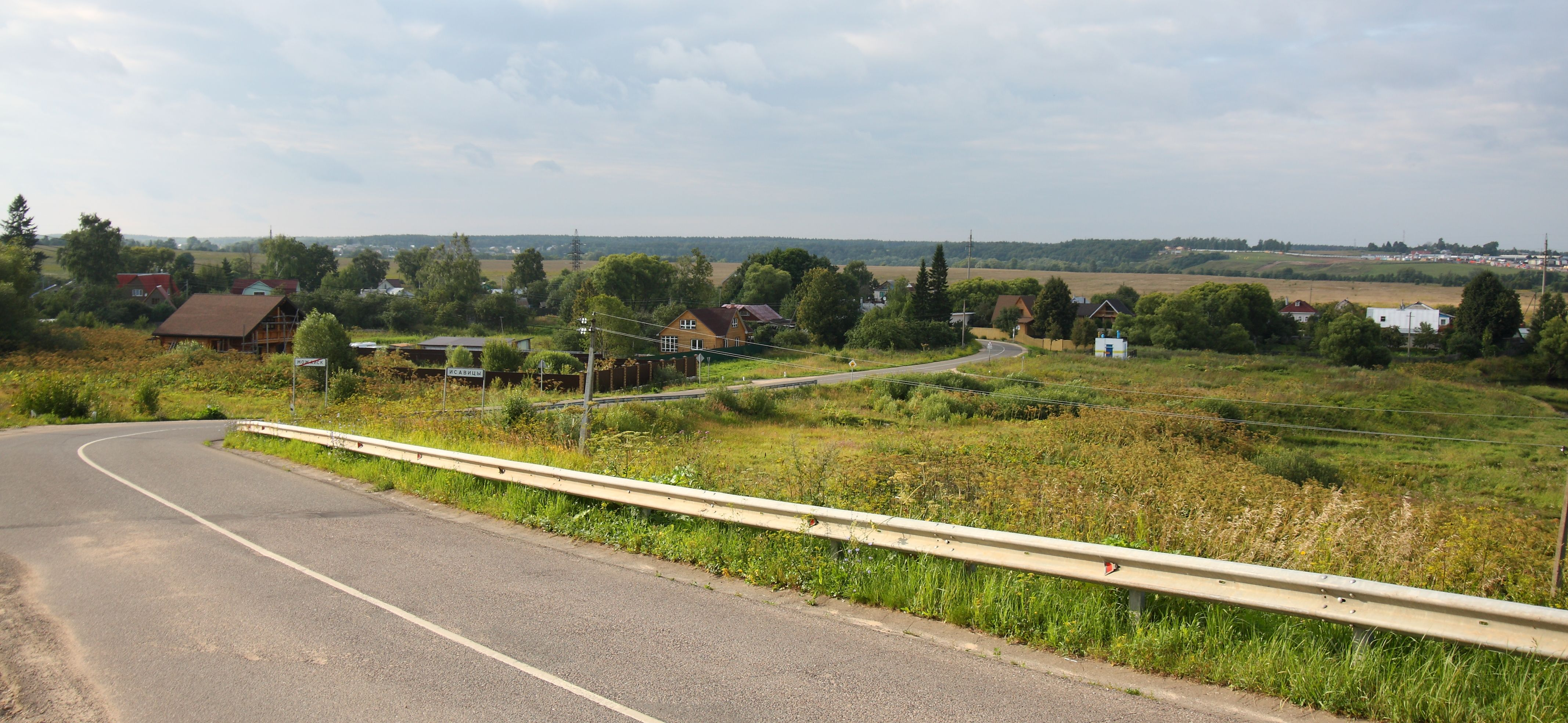

Иса́вицы — деревня в Можайском районе Московской области, в составе городского поселения Можайск. Численность постоянного населения по Всероссийской переписи 2010 года — 104 человека, в деревне числится 1 улица Стрелковая, в деревне находится надкладезная часовня (на почитаемом чудодейственным источнике святого Ферапонта) Лужецкого Ферапонтова монастыря. До 2006 года Исавицы входили в состав Кукаринского сельского округа.
Деревня расположена в центральной части района, на правом берегу Москва-реки, фактически — северо-западная окраина Можайска, высота центра над уровнем моря 170 м. Ближайший населённый пункт — Ильинская Слобода на противоположном берегу реки.

## Достопримечательности
- Святой источник преподобного Ферапонта